# Association des femmes de l'Afrique de l'Ouest
L'Association des femmes de l'Afrique de l'Ouest (AFAO) ou en anglais West african women association (WAWA) est une organisation féminine panafricaine présente dans 15 pays de l'espace CEDEAO qui fait la promotion de la femme et défend le statut économique de celles-ci dans cette région de l'Afrique. A sa création en mars 1984, Cissé Hadja Mariama Sow, en est la première présidente.

## Histoire
L'Association des femmes de l'Afrique de l'Ouest  intervient dans 15 pays. Son but est de promouvoir l'autonomisation économique des femmes dans les pays d'Afrique de l'Ouest et leur participation effective à l'intégration économique sous-régionale et régionale. Son objectif global consiste à mobiliser les femmes d’Afrique de l'Ouest en vue de leur participation aux processus régionaux de prise de décision en matière d'intégration économique,,.

## Priorités
L'AFAO à sa création se fixe comme priorités de : mobiliser et d'impliquer les femmes de la sous-région dans le processus de construction de la communauté. D'initier des projets communautaires dans les secteurs prioritaires, notamment le développement agricole, le commerce, les systèmes d'approvisionnement en eau, la lutte contre la désertification et l'éducation. De solliciter et encourager par tous les moyens possibles l'initiative privée des femmes, notamment par l'accès au crédit pour les femmes et l'amélioration des canaux de distribution ; d'initier et de développer des programmes de recherche sur les conditions de vie et de travail des femmes et d'exhorter les États membres de la CEDEAO à accorder une plus grande attention et un soutien plus efficace à la mise en œuvre de ces programmes ; de promouvoir la paix, l'égalité des sexes et le développement durable des femmes et des enfants,,,.